# Uthai Thani
Uthai Thani (in thailandese อุทัยธานี) è una città minore (thesaban mueang) della Thailandia di 14 247 abitanti (nel 2020). Il suo territorio è compreso nel distretto di Mueang Uthai Thani, che è capoluogo della provincia di Uthai Thani, nel gruppo regionale della Thailandia Centrale.

## Geografia
La città è in una zona pianeggiante nella parte orientale della provincia. Si è sviluppata lungo la riva occidentale del fiume Sakae Krang, le cui acque si gettano nel Chao Phraya alcuni chilometri a sud di Uthai Thani. I rilievi più vicini sono i Monti del Tenasserim, i cui primi contrafforti sono 40 km a ovest. Uthai Thani si trova 224 km a nord della capitale Bangkok.

## Storia
La zona di Uthai Thani fu abitata nella preistoria e, nel periodo Dvaravati, vide diversi insediamenti come l'antica Mueang Boran Bueng Khok Chang. Secondo una leggenda locale, nel periodo di Sukhothai Thao Mahaphrom fece costruire una città nella zona in cui si trova l'odierno distretto di Nong Chang e vi portò i Thai a insediarsi in un territorio che a quei tempi era popolato da villaggi Mon e Karen. La città fu chiamata Mueang U-Thai perché era abitata da Thai. In seguito una siccità costrinse gli abitanti a lasciare la città.
Nel periodo di Ayutthaya, un Karen di nome Pha Taboet fece scavare un lago vicino alla vecchia Mueang U-Thai e fu il primo governatore della città, che divenne un avamposto difensivo contro le incursioni dei Birmani nel territorio di Ayutthaya. Nel periodo di Rattanakosin vi fu un consistente aumento dell'immigrazione lungo le rive del fiume Sakae Krang e si venne a formare la città di Uthai Thani in tale luogo, alcuni chilometri più a est, dove tuttora si trova.

## Infrastrutture e trasporti
Dalla stazione degli autobus cittadina partono gli autobus che collegano Uthai Thani a Bangkok. Altre città raggiungibili direttamente con gli autobus sono Nakhon Sawan, Suphanburi e Nakhon Pathom. La stazione dei treni più conveniente è quella di Nakhon Sawan, situata a circa 50 km dalla città. Non vi sono autobus cittadini e i trasporti interni sono affidati ai songthaew e ai mototaxi.